# Arzádigos
Arzádigos (llamada oficialmente Santa Baia de Arzádegos) es una parroquia y un lugar del municipio español de Villardevós, en la provincia de Orense, Galicia.

## Toponimia
La parroquia también es conocida por el nombre de Santa Eulalia de Arzadigos.

## Organización territorial
La parroquia está formada por dos entidades de población:
- Arzádigos (Arzádegos)
- Florderrey (Florderrei Vello)

## Demografía

### Parroquia
| Gráfica de evolución demográfica de Arzádigos (parroquia) entre 2000 y 2023 |
|                                                                             |
| Datos según el nomenclátor publicado por el INE.                            |

### Lugar
| Gráfica de evolución demográfica de Arzádigos (lugar) entre 2000 y 2023 |
|                                                                         |
| Datos según el nomenclátor publicado por el INE.                        |